# Emma Weyant
Emma Weyant (24 de diciembre de 2001) es una deportista estadounidense que compite en natación.
Participó en dos Juegos Olímpicos de Verano, obteniendo dos medallas, plata en Tokio 2020 y bronce en París 2024, ambas en la prueba de 400 m estilos. Ganó una medalla de bronce en el Campeonato Mundial de Natación de 2022, en la misma prueba.
Estudió Ciencias Políticas en la Universidad de Florida.

## Palmarés internacional
| Juegos Olímpicos   | Juegos Olímpicos   | Juegos Olímpicos  | Juegos Olímpicos |
| Año                | Lugar              | Medalla           | Prueba           |
| ------------------ | ------------------ | ----------------- | ---------------- |
| 2020               | Tokio (Japón)      | Medalla de plata  | 400 m estilos    |
| 2024               | París (Francia)    | Medalla de bronce | 400 m estilos    |
| Campeonato Mundial |                    |                   |                  |
| Año                | Lugar              | Medalla           | Prueba           |
| 2022               | Budapest (Hungría) | Medalla de bronce | 400 m estilos    |